# Gillberga socken, Värmland
Gillberga socken i Värmland ingick i Gillbergs härad , ingår sedan 1971 i Säffle kommun och motsvarar från 2016 Gillberga distrikt.
Socknens areal är 208,09 kvadratkilometer varav 186,19 land. År 2000 fanns här 959 invånare.  Orten Nysäter samt sockenkyrkan Gillberga kyrka ligger i socknen.   

## Administrativ historik
Socknen har medeltida ursprung. 
Vid kommunreformen 1862 övergick socknens ansvar för de kyrkliga frågorna till Gillberga församling och för de borgerliga frågorna bildades Gillberga landskommun. Landskommunen utökades 1952 och uppgick 1971 i Säffle kommun.
1 januari 2016 inrättades distriktet Gillberga, med samma omfattning som församlingen hade 1999/2000.  
Socknen har tillhört län, fögderier, tingslag och domsagor enligt vad som beskrivs i artikeln Gillbergs härad. De indelta soldaterna tillhörde Värmlands regemente och Gillbergs kompani.

## Geografi
Gillberga socken ligger väster om Grums kring Byälven och Glafsfjorden. Socknen har odlingsbygd vid vattendragen och sjöarna och är i övrigt en sjö- och mossrik kuperad skogsbygd med höjder som i Gravhöjden når 231 meter över havet.
Socknen genomkorsas i södra delen av E18.
Gillberga kyrka ligger på norra sidan av Gillbergasjön, som är ett naturreservat. Sjön, som till största delen är igenvuxen, genomflyts av Byälven.

### Björnö herrgård
I socknens nordöstra del, öster om Björnöflagan ligger Björnö herrgård. Den är känd från 1540. Nu finns på herrgården en stor huvudbyggnad av timmer. Den har två våningar och har brutet tak och är byggd år 1779. Herrgården blev byggnadsminne år 1979.

### Odenstads herrgård
Odenstads herrgård (59°19′59″N 12°47′50″Ö / 59.33306°N 12.79722°Ö) ligger cirka två kilometer nordost om Gillberga kyrka på motsatt (östra) sida av Byälven. Den har en huvudbyggnad av timmer, vilken har två tvåningar. Taket är ett skifferklätt så kallat säteritak. Huvudbyggnaden uppfördes 1758 och är av karolinsk herrgårdstyp. Odenstads herrgård byggnadsminnesförklarades 1985.
På Odenstad har Knut Lilljebjörn och hans son Henrik Lilljebjörn bott, liksom marinöverdirektören Hjalmar Hugo Lilliehöök.

## Fornlämningar
Från stenåldern finns spridda hällkistor. Från järnåldern finns fem gravfält, stensättningar och flera gravhögar.
Vid byn Ökne på stranden av Byälven hittades en guldskatt vid metning i älven. Det var år 1924 då skolpojken Per Adolf Andersson satt och metade som han såg något glimma i vattnet vid älvstranden, och kunde plocka upp en knippa med guldföremål fastsatta i varandra, totalt vägades 127 gram. Guldskatten bestod av ett s.k. slidmynningsbeslag från en svärdsskida skapad av en trind guldten,  4 tunna hängsmycken med vackert filigranarbete, 4 spiralrullade tenar och 3 tenar hopböjda som ringar. Föremålen löstes in för 355 kronor och förvaras idag på Statens historiska museum i Stockholm där de är utställda i Guldrummet.

## Namnet
Namnet skrevs 1357 Gilbierghæ och har tolkats som ett ord, gilb(i)ærgh, vars innebörd ännu inte kunnat fastställas.

## Befolkningsutveckling
| Befolkningsutvecklingen i Gillberga socken, Värmland 1750–1990                                           | Befolkningsutvecklingen i Gillberga socken, Värmland 1750–1990 | Befolkningsutvecklingen i Gillberga socken, Värmland 1750–1990 | Befolkningsutvecklingen i Gillberga socken, Värmland 1750–1990 | Befolkningsutvecklingen i Gillberga socken, Värmland 1750–1990 |
| --- | -------------------------------------------------------------- | -------------------------------------------------------------- | -------------------------------------------------------------- | -------------------------------------------------------------- |
| |                                                                |                                                                |                                                                |                                                                |
| År |                                                                |                                                                | Folkmängd                                                      |                                                                |
| 1750 | 1750                                                           |                                                                | 1 669                                                          |                                                                |
| 1760 | 1760                                                           |                                                                | 1 834                                                          |                                                                |
| 1780 | 1780                                                           |                                                                | 2 080                                                          |                                                                |
| 1790 | 1790                                                           |                                                                | 1 985                                                          |                                                                |
| 1800 | 1800                                                           |                                                                | 2 133                                                          |                                                                |
| 1810 | 1810                                                           |                                                                | 2 369                                                          |                                                                |
| 1820 | 1820                                                           |                                                                | 2 559                                                          |                                                                |
| 1830 | 1830                                                           |                                                                | 3 042                                                          |                                                                |
| 1840 | 1840                                                           |                                                                | 3 319                                                          |                                                                |
| 1850 | 1850                                                           |                                                                | 3 869                                                          |                                                                |
| 1860 | 1860                                                           |                                                                | 3 769                                                          |                                                                |
| 1870 | 1870                                                           |                                                                | 3 554                                                          |                                                                |
| 1880 | 1880                                                           |                                                                | 3 238                                                          |                                                                |
| 1890 | 1890                                                           |                                                                | 3 073                                                          |                                                                |
| 1900 | 1900                                                           |                                                                | 2 746                                                          |                                                                |
| 1910 | 1910                                                           |                                                                | 2 585                                                          |                                                                |
| 1920 | 1920                                                           |                                                                | 2 484                                                          |                                                                |
| 1930 | 1930                                                           |                                                                | 2 445                                                          |                                                                |
| 1940 | 1940                                                           |                                                                | 2 180                                                          |                                                                |
| 1950 | 1950                                                           |                                                                | 1 921                                                          |                                                                |
| 1960 | 1960                                                           |                                                                | 1 675                                                          |                                                                |
| 1970 | 1970                                                           |                                                                | 1 328                                                          |                                                                |
| 1980 | 1980                                                           |                                                                | 1 156                                                          |                                                                |
| 1990 | 1990                                                           |                                                                | 1 038                                                          |                                                                |
| Anm: Källor: Umeå universitet - Tabellverket 1749-1859, Demografiska databasen, CEDAR, Umeå universitet. |                                                                |                                                                |                                                                |                                                                |